# علم كازاخستان
اعتمد علم جمهورية كازاخستان (بالقازاقية: Қазақстан туы)‏، (بالروسية: Флаг Казахстана) الحالي في 4 يونيو من سنة 1992 بعد الاستقلال عن الاتحاد السوفييتي، ويتكون العلم الكازاخستاني من خلفية زرقاء يتوسطها نسر سهوب أصفر في أسفل أشعة الشمس الـ32 كما توجد في زاوية اليسار صورة لنمط زخرفة تقليدي أصفر معروف بـ«كوشكار مويز».

## الرمزية

تصميم العلم

اللون الأزرق هو أحد الألوان التقليدية للشعوب التركية الذين يشكلون اليوم سكان المنطقة (التتار والمغول والأويغور) ويرمز كذلك إلى السماء, الماء, السلم و الحرية وأما الشمس الموجودة في العلم فهي مصدر للحياة والطاقة ما اشعة الشمس الـ32 فهي ترمز إلى الوفرة وإلى الازدهار ويرمز النسر الذهبي الموجود في العلم إلى القوة والاستقلالية وهو كان يستخدم من قبل جنكيز خان وعلى الجانب الأيسر من العلم توجد مجموعة من الزخارف باللون الأصفر وهي ترمز إلى ثقافة وتقاليد وفنون كازاخستان.
استخدمت مختلف القبائل الكازاخستانية النسر الذهبي على أعلامهم لعدة قرون. حيث يرمز النسر إلى قوة الدولة. بالنسبة لأمة كازاخستان الحديثة، يعتبر النسر رمزًا للاستقلال والحرية.

### معنى ألوان العلم
- الأزرق: يرمز إلى التراث الأتراكي للشعب الكازاخي.

- الأصفر: يرمز إلى ثروة الرواسب المعدنية في كازاخستان.

## أعلام خاصة

علم الرئاسة
علم الحكومة
علم القوات المسلحة
علم القوات الجوية
علم القوات البرية
علم القوات البحرية

## أعلام سابقة

علم جمهورية كازاخستان السوفيتية الاشتراكية مابين عامي 1937—1940
علم جمهورية كازاخستان السوفيتية الاشتراكية مابين عامي 1940—1953
علم جمهورية كازاخستان السوفيتية الاشتراكية مابين عامي 1953—1992

## أعلام مشابهة

علم بالاو
علم كالميكيا